# Apicia volvanica
Apicia volvanica là một loài bướm đêm trong họ Geometridae.